# Interleuchina 32
L'interleuchina 32 (o IL-32) è una citochina appartenente alla famiglia delle interleuchine. Essa è codificata dal gene IL32 e contiene un sito di solfatazione della tirosina, tre siti di potenziale N-miristilazione e molti siti di fosforilazione. L'espressione di interleuchina 32 aumenta sotto l'effetto dei mitogeni nei linfociti T (che accelerano il ciclo cellulare promuovendo la divisione cellulare), nonché a seguito dell'attivazione delle cellule natural killer ad opera soprattutto dell'interleuchina 2.
L'interleuchina 32 ha funzione prevalentemente proinfiammatoria ed è stata scoperta recentemente; essa assume ruoli importanti sia nello sviluppo della risposta immunitaria innata, sia in quella adattativa. Non si riscontrano omologie di sequenza proteica tra IL-32 e le altre famiglie di citochine conosciute. Questa interleuchina innesca risposte infiammatorie attivando diverse vie di trasduzione del segnale, come p38-MAPK, NF-kappa B e AP-1.

## Funzioni
L'interleuchina 32 gioca un ruolo fondamentale nei processi infiammatori in risposta ad infezione da Mycobacterium tuberculosis (patogeno responsabile della tubercolosi) e di alcune malattie autoimmuni, come l'artrite reumatoide, la colite ulcerosa e la malattia di Crohn. IL-32 è inoltre implicata in processi infiammatori a carico delle cellule mieloidi e promuove l'attivazione dei precursori degli osteoclasti, che si differenziano nelle cellule multinucleate sulla cui superficie vengono espressi i marcatori specifici degli osteoclasti. Recenti studi hanno dimostrato un aumento del livello ematico di interleuchina 32 durante alcune infezioni virali, ad esempio in pazienti affetti da influenza A, da epatite B, da epatite C in fase acuta e in pazienti portatori di alcuni virus, come il virus del papilloma umano (HPV) e il virus dell'immunodeficienza acquisita (HIV); questi riscontri suggeriscono che l'interleuchina 32 possa avere un ruolo importante nella risposta immunitaria dell'ospite ad alcune infezioni virali.